# Josip Kraš
Josip Kraš (Vuglovec kraj Ivanca, 26. ožujka 1900. – Karlovac, 18. listopada 1941.), bio je hrvatski komunist, sindikalni aktivist i narodni heroj SFRJ. Poznat je bio po aktivnosti u časopisima "Borba" i "Radnik" te sindikalnoj borbi za radnička prava u Kraljevini Jugoslaviji, pogotovo u organiziranju štrajkova rudara i pekara. Zbog tih aktivnosti, često je bio na meti vlasti i hapšen. Tijekom petogodišnjeg boravka u zatvoru u Srijemskoj Mitrovici stiječe marksističko obrazovanje te nakon izlaska iz zatvora biva aktivan u Ujedinjenom radničkom sindikalnom savezu Jugoslavije (URSSJ), te postaje član najviših rukovodnih tijela KPH i KPJ. Nakon njemačke invazije na Jugoslaviju u travnju 1941. godine, organizirava partizanske odrede na području Korduna, Banije i Gorskog Kotra. 18. listopada 1941. godine biva ubijen iz ustaške zasjede u Karlovcu.

## Životopis
Josip Kraš rođen je 26. ožujka 1900. godine u Vuglovcu kraj Ivanca u siromašnoj i brojnoj obitelji Valenta Kraša, rudara i Bare Kraš (rođ. Videc). U petnaestoj godini započinje učenje pekarskog zanata kod Julija Husnjaka u Gundulićevoj ulici u Varaždinu, nakon čega odlazi u Zagreb i zapošljava se kao pekarski radnik.
Nakon Prvoga svjetskog rata uključio se u radnički pokret i postao sindikalni aktivist. Godine 1920. postao je član uprave Sindikata prehrambenih radnika u Zagrebu. Uređivao je list i "Borba", a ujedno i bio raznosač i prodavač te bi je često u posljedni čas ilegalno izvlačio iz štamparije. Stalno je proganjan od policije, 11 puta uhapšen, a nakon što je uvedena Šestosiječanjska diktatura, a časopis "Borba" bio definitivno zabranjen, osuđen je od Suda za zaštitu države na 5 godina zatvorske kazne, koju je izdržavao u Srijemskoj Mitrovici.
U razdoblju nakon izlaska iz zatvora uređivao je list "Radnik" od 1936. godine do 1938. godine te surađivao s lijevo orijentiranim intelektualcima Zagreba: Božidarom Adžija, Ognjenom Prica, dr. Mladenom Ivekovićem, Većeslavom Holjevcem i drugima. Radi blage naravi, načelnosti, ustrajnosti i dosljednosti iz zatvora, dobio je nadimak Papa.
Nakon izlaska iz zatvora, ponovno se aktivirao u Ujedinjenom radničkom sindikalnom savezu Jugoslavije u Zagrebu, a istovremeno je organizirao rudarske štrajkove u Ivancu, nakon čega su poboljšani uvjeti rada u rudnicima. Od 1937. godine bio je član najviših rukovodnih tijela KPH i KPJ. Na Osnivačkom kongresu Komunističke partije Hrvatske, 1937. godine, bio je izabran za člana Centralnog komiteta KP Hrvatske, a na Petoj zemaljskoj konferenciji KPJ u Zagrebu, održanoj u listopadu 1940. godine, za člana Centralnog komiteta KPJ.
Pred kraj 1939. godine upućen je u zatvor u Lepoglavu, ali je ubrzo pušten. Godine 1940. zbog organizacije štrajka pekarskih radnika u Zagrebu opet je uhićen.
Nakon početka Drugoga svjetskog rata bio je organizator antifašističke borbe za Banovinu, Kordun, Gorski kotar i Hrvatsko primorje. U danima neposredno nakon napada nacističke Njemačke na Jugoslaviju, zajedno s Vladimirom Bakarićem, Kraš je posjetio podbana dr. Svetozara Ivkovića i tražio da se svim radnicima i antifašistima podijeli oružje zbog obrane zemlje, međutim bio je odbijen. Poslije okupacije Jugoslavije otišao je u Karlovac kao delegat Centralnog komiteta KP Hrvatske izvršiti pripreme za oružani ustanak. Tu je osnovao Vojni komitet za Kordun, Baniju i Gorski kotar. Nedugo nakon njegovog dolaska u Karlovac u gradu su bile formirane udarne omladinske trupe i počele oružane akcije. Oštećen je dalekovod Ozalj – Karlovac – Zagreb, srušena pruga između Mostanja i Duge Rese, organizirana pobuna u domobranskom garnizonu, a istodobno su radnici i omladinci upućivani u prve partizanske odrede.
Poginuo je u uličnoj borbi s ustašama u Karlovcu 18. listopada 1941. godine.
Za narodnog heroja Jugoslavije proglašen je 26. srpnja 1945. godine. 
Pokopan je u Grobnici narodnih heroja na Zagrebačkom groblju Mirogoju.

## Smrt
18. listopada 1941. godine, dok je izlazio iz zgrade u Šimunićevoj 15, Josip Kraš primjećuje policajce i agenta Muževića. Krenuo je nehajno prema drugoj strani ulice te se pokušao nehajno vratiti prema raskršću Frankopanske i Šimunićeve. Policajci su nakon prošaptavanja s Muževićem krenuli za njim, a kad je Kraš zašao za ugao, agent Ustaške nadzorne službe Janko Tumpa potrčao je za njim te mu skočio na leđa i oborio ga na pločnik pred zgradom broj 3 u Frankopanskoj ulici. Dok su se hrvali, Kraš je izvadio pištolj i pucao, međutim prvi je metak zatajio. U vremenu dok je pokušao opaliti još jedan metak, Tumpa ga je pretekao i upucao u glavu. Josip Kraš je ostao pri svijesti te se i dalje otimao, dok su Tumpu u pomoć pristigli policajci. Kraš je uspio sa sebe zbaciti policajce, ali je u tom trenutku pritrčao ustaša u uniformi te snažnim zamahom zario nož Krašu u predjelu lijeve podlaktice i okončao Krašev otpor.

## Spomen
Po njemu je 1950. godine nazvana zagrebačka tvornica keksa i čokolade "Josip Kraš", a od 1992. godine zove se "Kraš". Godine 1965. njegova rodna kuća u Vuglovcu uređena je u memorijalni muzej.

## Galerija
- Spomen ploča na mjestu gdje se nalazila kuća Josipa Kraša u Zagrebu
- Grobnica narodnih heroja na Mirogoju u koju je 18. lipnja 1968. godine Josip Kraš pokopan